# Месје 62
Месје 62 (М62) је збијено звездано јато у сазвежђу Змијоноша које се налази у Месјеовом каталогу објеката дубоког неба.
Деклинација објекта је - 30° 6' 42" а ректасцензија 17h 1m 12,6s. Привидна величина (магнитуда) објекта М62 износи 6,4. М62 је још познат и под ознакама NGC 6266, GCL 51, ESO 453-SC14.